# Сийтън Маклийн
Сийтън Маклийн е канадски продуцент на кино и телевизия и предприемач във винопроизводството.
Роден е през 1955 г. Женен е за Соня Смитс. Той е сред създателите на компаниите Atlantic Films и Alliance Atlantis Communications.
През 2002 г. в Хилиър, провинция Принс Едуард, Онтарио, Канада, заедно със 7 съдружници, създава винарната Closson Chase, разполагаща с лозя на 17 акра отначало, достигнали 32 акра през 2006 г. Специализира в производството на вина пино ноар и шардоне.